# Ni no kuni (film)
Ni no kuni (二ノ国, letteralmente Secondo Mondo/Secondo Regno) è un film d'animazione giapponese del 2019 diretto da Yoshiyuki Momose. Il film è ispirato all'omonima saga di videogiochi di ruolo, sviluppata da Level-5 e distribuita da Bandai Namco, inaugurata nel 2010 con Ni no kuni: La minaccia della Strega Cinerea.

## Trama
Yu è un ragazzo costretto sulla sedia a rotelle fin da quando era molto piccolo, a causa di un incidente aereo in cui perse entrambi i genitori. Frequenta la stessa scuola di Haru e Kotona, dei quali è amico inseparabile fin dall'infanzia. Fra Haru e Kotona sta però iniziando un rapporto più profondo di una semplice amicizia e Yu, che se ne rende conto, comincia a provare un inatteso sentimento di gelosia.
In seguito ad un'aggressione a Kotona da parte di un misterioso individuo, che riduce la ragazza in fin di vita, Yu ed Haru si ritrovano trasportati in un mondo magico abitato da creature fantastiche, parallelo al loro universo e chiamato Ni no kuni (letteralmente, "seconda nazione").
In quel mondo anche la giovane principessa Astrid, che assomiglia stranamente a Kotona, è in pericolo di vita in quanto colpita da una potente maledizione. Yu riesce misteriosamente a salvare la principessa e si rende conto che le vite degli abitanti dei due universi sono collegate e che la morte di un abitante di un universo causerebbe inevitabilmente la morte dell'abitante a lui collegato anche nell'altro. I due amici dovranno perciò unire le forze per scongiurare una minaccia che incombe su di loro, così da salvare la vita di Kotona, di cui forse entrambi sono innamorati, e la pace di entrambi i mondi.

## Colonna sonora
La colonna sonora della pellicola è stata realizzata da Joe Hisaishi, storico collaboratore dello Studio Ghibli.

## Promozione
Il primo teaser trailer del film è stato pubblicato da Warner Bros. (distributore della pellicola in Giappone) il 10 aprile 2019, annunciandone l'uscita nelle sale giapponesi prevista per l'estate dello stesso anno. Il successivo 24 maggio, il sito ufficiale dedicato al lungometraggio ha annunciato che il film sarebbe uscito il 23 agosto 2019, rivelando inoltre vari membri del cast di doppiatori. Nel mese di giugno, sempre tramite il sito ufficiale sono stati pubblicati tre brevi video promozionali dedicati ad altrettanti personaggi del film, oltre a tre nuovi teaser di breve durata e un nuovo trailer. Il 16 luglio viene quindi pubblicato un piccolo spezzone del film come nuovo filmato promozionale.

## Distribuzione
Il film è stato distribuito in Giappone il 23 agosto 2019, mentre Netflix lo ha reso disponibile a livello internazionale (Italia compresa) il 16 gennaio 2020.